# Brighton (Nieuw-Zeeland)

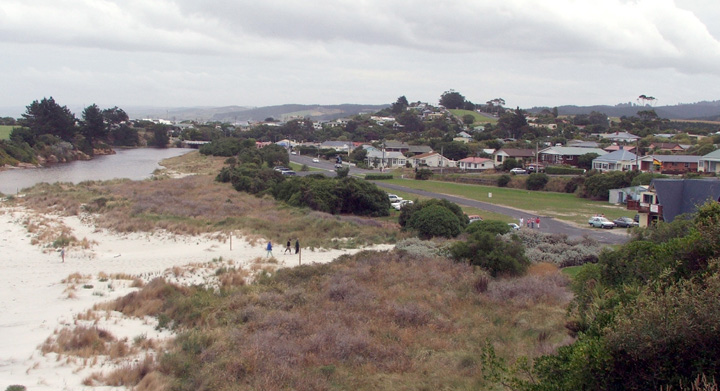
Brighton, Otago

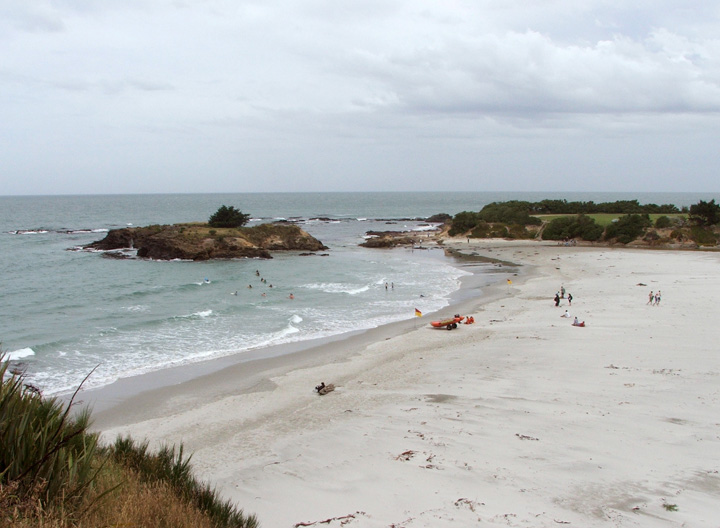
Brighton Beach

Brighton is een kleine plaats aan de kust binnen de stadsgrenzen van Dunedin, in de regio Otago op het zuidereiland van Nieuw-Zeeland.
De plaats ligt in een baai en heeft een breed beschut strand. De stranden hier in de buurt zijn een populaire dagbestemming. Het maakt onderdeel uit van de wijk Green Island dat verder bestaat uit Waldronville, Kaikorai Lagoon, Green Island Central en Concord.
Brighton is door een van de eerste bewoners, Hugh Williams, vernoemd naar Brighton in Engeland.

## Beroemdheden
- Dichter James K. Baxter (1926-1972) groeide op in Brighton. Enkele gedichten van zijn hand gaan over het gebied. Zijn ouderlijk huis, 15 Bedford Parade, bestaat nog.
- Voormalig All Blacks rugbyer Jeff Wilson woont samen met zijn vrouw Adine Wilson, een netball international voor Nieuw-Zeeland, in Brighton.